# المعهد العالي للدراسات التكنولوجية في الاتصالات بتونس
المعهد العالي للدراسات التكنولوجية في الاتصالات بتونس (ISET'Com) هو معهد تونس للتعليم العالي يقوم بتدريب كبار التقنيين في الاتصالات وفي إدارة الاتصالات.

## الشراكة
كجزء من شراكة مع جامعة ليموج، حصل المعهد على دبلوماسية مزدوجة في 16 يوليو 2010 الأول في LMD في تونس.

## روابط خارجية
- التعليم العالي في تونس